# آرثر كوكس (ممثل)
آرثر كوكس (بالإنجليزية: Arthur Cox)‏ هو ممثل بريطاني، ولد في 7 أبريل 1934 في المملكة المتحدة.

## وصلات خارجية
- آرثر كوكس على موقع IMDb (الإنجليزية)
- آرثر كوكس على موقع ميوزك برينز (الإنجليزية)
- آرثر كوكس على موقع ديسكوغز (الإنجليزية)
- آرثر كوكس على موقع قاعدة بيانات الفيلم (الإنجليزية)